# После свадьбы (фильм, 2006, Дания — Швеция)
«После свадьбы» (дат. Efter brylluppet) — художественный фильм датского режиссёра Сюзанны Бир. Премьера ленты состоялась 24 февраля 2006 года.
Американский ремейк картины был снят в 2019 году.

## Сюжет
Датчанин Якоб Педерсен более 20-ти лет живёт в Индии и работает в детском доме в Мумбае. Неожиданно поступает предложение от богатого мецената о вложении значительных средств в еле сводящий концы с концами приют. Единственное условие — Якоб должен лично прибыть в Копенгаген. Якоб, который давно не был на родине, не горит желанием туда возвращаться, однако ради финансовой помощи отправляется в Данию, обещая мальчику Прамоду, с которым он особенно сблизился, вернуться до его дня рождения, когда Прамоду исполнится 8 лет.
В Копенгагене Якоб встречается с Йоргеном Ханнсоном, который обещает подумать о финансировании благотворительного проекта Якоба до понедельника, а на выходные он приглашает Якоба на свадьбу своей дочери Анны. На свадьбе Якоб неожиданно встречает Елену, свою бывшую возлюбленную, в которой он расстался 20 лет назад. Более того, из тоста Анны Якоб узнаёт, что воспитавший её Йорген не является её биологическим отцом. Якоб понимает, что Анна его дочь, о существовании которой он не знал все эти годы. Он пытается поговорить с Еленой, но та не хочет обсуждать события прошлого. Йорген же утверждает, что пригласил Якоба случайно, не зная, что он тот самый человек, с которым когда-то встречалась Елена.
После свадьбы Йорген тянет с подписанием контракта. Тем временем Анна узнаёт, что Якоб её отец, и хочет начать общение с ним. Наконец, Йорген обещает Якобу на благотворительность гораздо большую сумму, чем тот ожидал. Йорген предлагает создать благотворительный фонд, которым будет управлять Якоб и Анна совместно. При этом личным условием Йоргена является то, что Якоб должен жить в Дании. Не понимая, почему Йорген так поступает, Якоб отказывается от его предложения, однако вскоре становится ясно, что Йорген смертельно болен и очень скоро умрёт. В лице Якоба он хочет найти человека, который после его смерти поддержал бы Анну, Елену и двух маленьких сыновей Елены и Йоргена.
После долгих колебаний Якоб соглашается, подписывает контракт и остаётся в Дании. Он ещё больше сближается с Анной, когда та ищет поддержки после измены её мужа. Через некоторое время Йорген умирает. После его смерти Якоб снова приезжает в индийский приют, где ведутся работы по расширению и благоустройству, и предлагает Прамоду уехать в Данию с ним. Подумав, Прамод решает, что он всё-таки хочет остаться в Индии.

## В ролях
| Актёр                  | Роль            |
| ---------------------- | --------------- |
| Мадс Миккельсен        | Якоб Педерсен   |
| Рольф Лассгорд         | Йорген Ханнсон  |
| Сидсе Бабетт Кнудсен   | Елена Ханнсон   |
| Стине Фишер Кристенсен | Анна Ханнсон    |
| Кристиан Тафдруп       | Кристиан Рефнер |
| Нирал Мулчандани       | Прамод          |
| Мона Мальм             | Мать Йоргена    |

## Награды
- 2006 — две номинации на премию Европейской киноакадемии за лучшую режиссуру (Сюзанна Бир) и лучшую мужскую роль (Мадс Миккельсен).
- 2006 — номинация на кинопремию Северного совета.
- 2007 — номинация на премию «Оскар» за лучший фильм на иностранном языке.
- 2007 — премия «Бодиль» за лучшую женскую роль второго плана (Стине Фишер Кристенсен), а также три номинации: лучший фильм, лучший актёр (Рольф Лассгорд), лучшая актриса (Сидсе Бабетт Кнудсен).
- 2007 — премия «Роберт» за лучшую женскую роль второго плана (Стине Фишер Кристенсен), а также 10 номинаций: лучший фильм, лучший оригинальный сценарий (Андерс Томас Йенсен), лучший актёр (Мадс Миккельсен), лучший актёр второго плана (Рольф Лассгорд), лучшая актриса (Сидсе Бабетт Кнудсен), лучшая операторская работа (Мортен Сёборг), лучший монтаж (Пернилле Бех Кристенсен, Мортен Хёйберг), лучшие костюмы (Манон Расмуссен), лучший грим (Шарлотта Лаустсен), лучший звук.